# Malå (comune)
Malå è un comune svedese di 3 288 abitanti, situato nella contea di Västerbotten. Il suo capoluogo è la cittadina omonima.